# 竹园公园
竹园公园，位于天津市红桥区邵公庄街道陵园路5号，旧址为天津市烈士陵园，2007年烈士陵园搬迁后改建为竹园公园，占地面积3.6万平方米。